# Cetinje (kommun)
Cetinje (serbiska: Општина Цетиње, Цетиње, Prijestonica Cetinje, Пријестоница Цетиње) är en kommun i Montenegro. Den ligger i den sydvästra delen av landet. Antalet invånare är 18 482. Arean är 910 kvadratkilometer.
Terrängen i Cetinje är bergig västerut, men österut är den kuperad.
Följande samhällen finns i Cetinje:
- Cetinje